# Siləyli (Zərdab)
Siləyli è un comune dell'Azerbaigian situato nel distretto di Zərdab. Conta una popolazione di 447 abitanti.